# Merrilliodendron megacarpum
Merrilliodendron es un género monotípico de plantas  perteneciente a la familia Icacinaceae. Su única especie: Merrilliodendron megacarpum, es originaria de Malasia. 

## Propiedades
Tienen un uso como planta medicinal, utilizándose contra el cáncer.

## Taxonomía
Merrilliodendron megacarpum fue descrito por (Hemsl.) Sleumer y publicado en Notizbl. Bot. Gart. Berlin-Dahlem 15: 243. 1940
Sinonimia
- Merrilliodendron rotense Kaneh.
- Peekeliodendron missionariorum Sleumer
- Stemonurus megacarpus Hemsl.[2]